# 라디안 매 초
라디안 매 초(Radian per second, 기호: rad·s−1 또는 rad/s)는 회전속도(각속도)의 SI 단위이다. 이는 SI 기본 단위로는 s{\displaystyle ^{-1}}과 같다. 보통 그리스 문자 ω (오메가)로 표시한다. 라디안 매 초는 매 초 라디안에서 한 물체 회전에서의 변화로 정의된다. 라디안 매 초는 각진동수의 단위로도 사용한다.

## 단위 변환
| 각속도 ω            | 통상적인 진동수 {\displaystyle \nu =\omega /{2\pi }} |
| ------------------- | ---------------------------------------------------- |
| 2π 라디안 매 초     | 정확히 1 헤르츠 (Hz)                                 |
| 1 라디안 매 초      | 약 0.159155 Hz                                       |
| 1 라디안 매 초      | 약 57.29578 도 매 초                                 |
| 1 라디안 매 초      | 약 9.5493 분당 회전수 (rpm)                          |
| 0.1047 라디안 매 초 | 약 1 rpm                                             |
라디안이 무차원 수의 일종이기 때문에 라디안 매 초는 헤르츠와 차원이 같다. 둘 다 s{\displaystyle ^{-1}}로 정의된다.

## 같이 보기
- 초당 사이클